# Фратрия
Фра́трия (греч. φρατρία — братство) — в этнографии совокупность нескольких родов, составляющих племя и ведущих своё начало от одного рода.

## Характеристика
В доклассической Греции фратрия — форма социальной организации (промежуточная между родом и филой) в Афинах и других государствах. Члены фратрии, как правило, имели общие органы самоуправления и религиозный культ. Греческие фратрии были пережитком предшествующей родо-племенной организации и отмерли в классическую эпоху.
В этнографии фратрия — экзогамная группа родов (тотемов), члены которой могут или даже должны вступать в брак с членами другой фратрии племени. Брак между членами одной и той же фратрии запрещается. Термин «фратрия» введён Льюисом Морганом, обнаружившим сходство греческой фратрии и племенной организации у североамериканских индейцев. Дуальная организация из двух фратрий или родов составляла племя. Фратрия была развитием и продолжением строгой родовой экзогамии.
По другой теории объединение родов во фратрии обусловлено снижением внутри этих братств конфликтности, связанной с половыми отношениями (С. П. Толстов, Ю. И. Семёнов), что согласуется с самим названием.
Главной функцией дуально-фратриальной организации было регулирование брачных отношений во избежание близкородственных связей внутри немногочисленного племени (Л. Морган и др.). Это было необходимо, поскольку сами племена первобытных народов были, как правило, эндогамны в силу культурных различий и конкуренции за ресурсы. На поздних этапах развития деление на фратрии необязательно было дуальным, существовали трёхфратриальные племена. Поздняя фратрия могла быть не экзогамной, но сохраняла важные функции в военной и других сферах социальной организации племени. Следы фратриальной организации сохранились в чётности родоплеменной или сменившей её политической структуры многих племён и народов (правое и левое крыло в военной организации кочевников Азии), а также в дуалистической мифологии. Существует гипотеза, что русские кулачные бои, одного конца деревни против другого и левого берега против правого, также являются пережитком дуального деления.
В городах Мезоамерики (цивилизации майя и других) распространён принцип деления на «кварталы» и более мелкие «районы», населённые представителями определенных племен или культов, восходящий к родоплеменной эпохе, когда племя делилось на фратрии и роды.
В палеонтологии фратрия — понятие, эквивалентное биологическому виду и используемое по отношению к вымершим организмам.

## Фратриальные явления в России
В России фратрии существуют у малочисленных финно-угорских народов Сибири — хантов и манси. В 1930-е годы фратриальное устройство обских угров исследовал В.Н. Чернецов.